# 콘텐츠 (미디어)
콘텐츠(content)는 각종 매체가 인터넷과 컴퓨터 통신 등을 통해, 디지털 방식으로 청중(audience) 또는 최종 소비자(end-users)에게 제공하는 정보나 그 내용물이다. 저작물, 창작물의 의미로 쓰이기도 한다.

## 개요
특히 언론 및 매체에 의해 제공되는 뉴스 등의 정보와 음악, 영화, 만화, 애니메이션, 게임 등에서 각종 창작물을 의미한다. 책이나 웹페이지에서 제공되는 정보도 포함된다.
콘텐츠는 영화, 동영상, 음악, 연극, 문학, 사진, 만화, 애니메이션, 컴퓨터 게임 다른 문자, 도형, 색채, 음성, 동작이나 그림이나 이들을 결합한 것 또는 이들에 관한 정보를 전자계산기를 통해 제공하는 프로그램으로, 인간의 창조 활동에 의해 창출되는 것 중 교양이나 오락의 영역에 속하는 것을 말한다.— (일본) 콘텐츠의 창조, 보호 및 활용 촉진에 관한 법률 제2조

## 킬러 콘텐츠
미디어가 폭발적으로 보급되는 계기가 된 콘텐츠를 킬러 콘텐츠(killer content→죽여주는 콘텐츠)라고 한다. 예를 들어, 파이널 판타지 7(FF7)이라는 걸출한 콘텐츠가 플레이스테이션(PS)이 널리 보급되는 데에 큰 기여를 했다. FF7 발표 이후, PS는 게임 콘텐츠 개발회사 수에서 세가새턴과 닌텐도64를 단숨에 앞질렀다. 킬러 콘텐츠 중 특히 게임 소프트웨어는 킬러 소프트웨어(killer software), 응용 프로그램은 킬러 애플리케이션(killer application)이라고 한다.

## 멀티미디어 콘텐츠
콤팩트디스크, CD-ROM, 비디오테이프 등에 담긴 사진, 미술, 음악, 영화, 게임 등 읽기 전용의 다중매체저작물과 광대역통신망이나 고속 데이터망을 통해 양방향으로 송수신되는 각종 정보 또는 내용물, 디지털화되어 정보기기를 통해 제작, 판매, 이용되는 정보 등을 말한다.

## 디지털 콘텐츠
디지털 데이터의 형태로 존재하는 콘텐츠이다. 정보기술을 이용해 그 원형을 디지털화한 것이다. 구입, 결제, 이용에 이르기까지 모두 네트워크와 피씨를 통해 이루어져 전자상거래의 새로운 형태로 자리를 잡았다.

## 같이 보기
- 손수제작물(User Created Content)
- 저작권
- 미디어
- 아시아예술과학학회